# San Pedro Yeloixtlahuaca
San Pedro Yeloixtlahuaca là một đô thị thuộc bang Puebla, México. Năm 2005, dân số của đô thị này là 3224 người.